# Берегелі (Миролюбненська сільська громада)
Береге́лі —  село в Україні, у Миролюбненській сільській громаді Хмельницького району Хмельницької області. Населення на даний момент становить 50   осіб. До 2020 орган місцевого самоврядування — Немиринецька сільська рада.